# ESolex

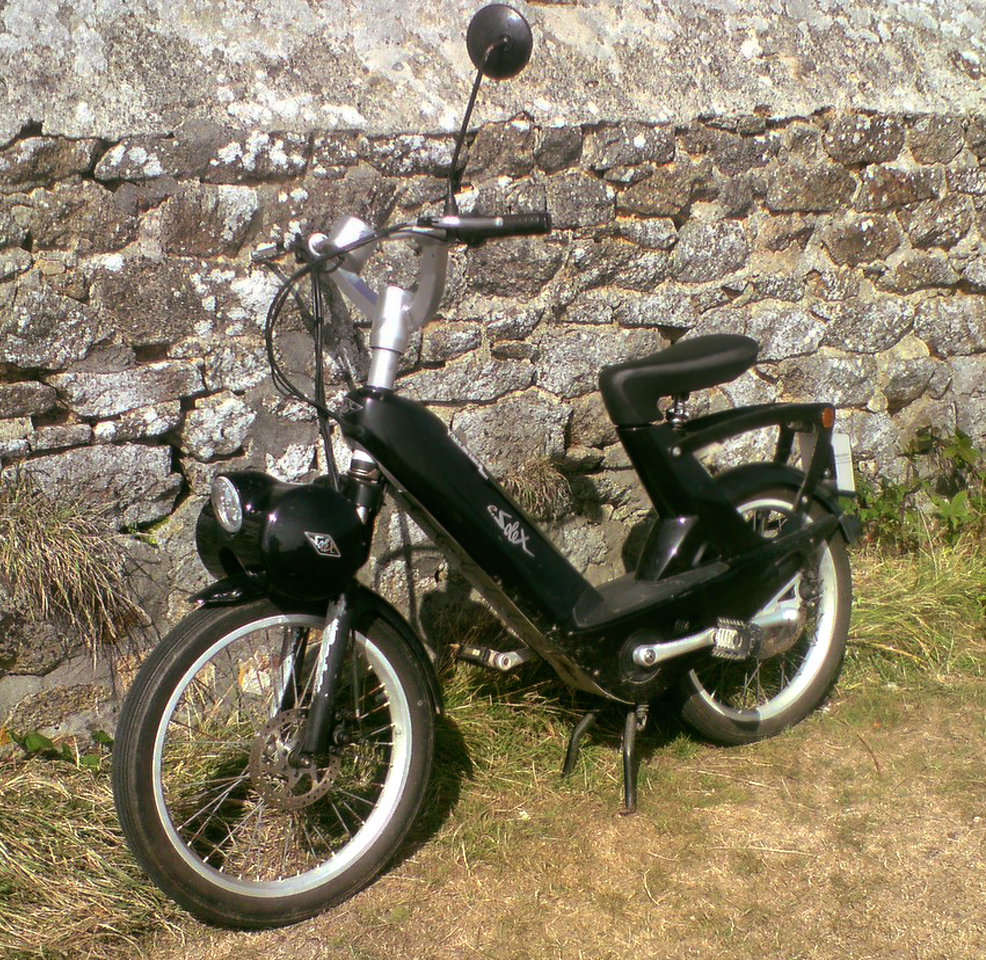
e-Solex

Das eSolex ist ein französisches Elektrokleinkraftrad.

## Entstehung, Technik
Das eSolex wurde durch die Pariser Cible-Gruppe entwickelt. Es ist an das historische und verbreitete Vélosolex (1946–1988) angelehnt, dessen Namensrechte die Hersteller innehaben. Das Fahrzeugdesign wurde von Pininfarina neugestaltet. Die charakteristischsten Teile der Velosolex wurden beibehalten, neu sind teilweise auffällige Farbkombinationen.
Das eSolex verfügt über einen elektrischen 400 Watt-Antrieb in der Hinterradnabe. Als Stromquelle dient eine aufladbare 36-Volt-Lithium-Ionen-Batterie. Das insgesamt etwa 40 kg schwere Fahrzeug hat eine Reichweite von 45 bis 60 km und erreicht eine Geschwindigkeit von 35 km/h.
Im Oktober 2005 wurde das eSolex auf der Messe Mondial du deux-roues vorgestellt, seit Dezember 2006 ist es in Frankreich im Handel.